# Yersinia enterocolitica
Yersinia enterocolitica er en bakterieart indenfor slægten yersinia. Den forårsager yersiniose. I madvarer ses yersinia enterocolitica først og fremmest i svinekød, men ses også i mælkeprodukter.
Yersiniose er en årsag til maveinfektion, og bakterien formodes ofte at blive overført til mennesker via varmebehandlet svinekød. I Danmark er yersiniosetilfælde dalet betydeligt siden midten af 80'erne, hvor infektionen var hyppig. Det skyldes muligvis den øgede fokus på fødevarehygiejne i Danmark. I 10-15% af tilfælde kan yersiniose efter smitte føre til hævede og ømme led, ledsmerter og hududslæt, som kan stå på i månedsvis.